# Strenči
Strenči (en alemany: Stackeln) és un poble del municipi de Strenči, al nord de Letònia i localitzat a la regió històrica de Vidzeme.
La ciutat està situada en el marge dret del riu Gauja, a les seves parts més altes. El nord i l'oest de la ciutat, es troba envoltada de pantans. A través de la ciutat passa una línia fèrria i la carretera de Riga - Valka. La distància en línia recta de l'estació de Seda a 3 km, fins a la frontera amb Estònia és de 25 quilòmetres.